# Alternativa za Nemčijo
Alternativa za Nemčijo (kratica AfD) je populistična, skrajno desna politična stranka v Nemčiji. Po ustanovitvi leta 2013 je na zveznih volitvah leta 2013 za las zgrešila vstop v parlament. Na evropskih volitvah leta 2014 se je AfD prvič uspela uvrstiti v nadregionalni Evropski parlament. Zatem je prišla v vse nemške deželne parlamente in po zveznih volitvah leta 2017 kot tretja najmočnejša stranka v 19. zvezni parlament. Po zveznih volitvah leta 2025 je druga najmočnejša sila v Bundestagu. Do sodelovanja v vladi ni prišlo ne na deželni ne na zvezni ravni.
AfD je bila ustanovljena leta 2013 kot evroskeptična, ekonomsko in nacionalno liberalna stranka. Danes zastopa stališča nacionalnega konzervativizma in etničnega nacionalizma ter neoliberalizma. Stranka želi razgraditi državo blaginje, dati prednost varčevanju pred naložbami in postaviti ljudi z nizkimi dohodki v slabši položaj v primerjavi z visokimi. Stranka zagovarja strogo migracijsko politiko in zavzema tudi ekstremna stališča do migracijske politike, kot je na primer projekt remigracije. AfD je edina stranka v nemškem Bundestagu, ki zanika, da so vzrok za globalno segrevanje ljudje (v nasprotju z znanstvenim soglasjem o tej temi). 
Po številnih notranjih bojih za oblast so stranko zapustili bolj zmerni voditelji, tako da se je stranka z leti občutno premaknila v desno. Znotraj stranke AfD obstajajo različna, včasih nasprotujoča si  združenja, neformalna strankarska krila in posamezna mnenja. Poleg nekaj manjših struj, kot so krščanski fundamentalisti in neposredni demokrati, se je znotraj stranke organiziralo veliko članov, ki zastopajo avtoritarna, etnično-nacionalistična, homofobna, antifeministična in deloma antisemitska in revizionistična stališča. Uradno razpuščeno, a še vedno aktivno krilo okoli predsednika turingijske dežele Björna Höckeja velja za zbirno točko teh desničarskih skrajnih sil znotraj stranke.  Več državnih združenj in drugih delov stranke vzdržuje tudi povezave z novimi desničarskimi skupinami, kot je desničarsko skrajno Identitarno gibanje. Za ta skrajno desni del stranke velja, da več  ne temelji na svobodni in demokratični ureditvi Nemčije. Od leta 2018 dalje pristojni državni organi zaradi varstva ustave spremljajo posamezna deželna združenja  AfD.
Zvezni urad za varstvo ustave (BfV) zvezno stranko¸AfD od začetka leta 2021 dalje uvšča med domnevna desničarsko ekstremistična združenja. AfD je vložila tožbo zoper ta odlok; vsa upravna sodišča, ki so obravnavala zadevo, so tožbo doslej zavrnila. V začetku maja 2025 je BfV celotno stranko uvrstil med "potrjena desničarsko ekstremistična združenja", nekaj dni pozneje pa je v okviru sporazuma o mirovanju to uvrstitev po nujni vlogi in za čas do odločitve o vlogi začasno prekinil.

## Profil
Na ustanovni konferenci stranke 14. aprila 2013 je AfD sprejela svoj prvi volilni program.  Leta 2014 so sledile politične smernice, kasneje strateški dokumenti in resolucije – med drugim o zaostritvi azilne zakonodaje,  o evru in imigracijski politiki, o islamizmu in o zakonih o orožju. 
V začetku maja 2016 je AfD na strankarski konferenci v Stuttgartu sprejela svoj osnovni program, ki je temeljil na osnutku, razvitem v delovnih skupinah, v katerih je sodelovalo okoli 1000 članov.  Na konferenci stranke leta 2019 naj bi program med drugim razširili na socialno politiko.  Zaradi precejšnjih razlik v mnenjih – zlasti zaradi vprašanj glede pokojnin– je bil tako imenovani "kongres Socialne stranke" prestavljen na april 2020. 

### Evropska politika
V svojem političnem programu iz leta 2016 je AfD zavrnila Evropsko unijo (EU) kot političen konstrukt in se zavzela le za gospodarsko skupnost, podobno svoji predhodnici, EGS. Evro je bil opisan kot eksperiment, ki bi ga bilo treba končati; stranka je želela izvesti referendum o tem, ali Nemčija ostane v evroobmočju.  Nekateri predstavniki pozivajo k izstopu Nemčije iz Unije (Dexit), podobno izstopu Združenega kraljestva iz EU. Uradno in s strani vodstva stranke se izstop obravnava kot skrajni ukrep v primeru, da se temeljne reforme EU ne uresničijo. Zaradi "pomanjkanja legitimnosti"EU AfD poziva k ponovni nacionalizaciji političnih tem. Zavrača skupno odgovornost za evroobmočje. Tveganja odgovornosti iz garancij kot so jamstva, povezana z ukrepi za reševanje evra in bank, bi se morala odražati v finančnem načrtovanju. 

### Finančna in gospodarska politika
AfD se zavzema za izjemno neoliberalno gospodarsko in finančno politiko. Stranka želi omejiti vlogo države pri oblikovanju trgov in povečati moč trga. Socialno državo je treba demontirati.    
AfD zagovarja varčevalne ukrepe in ohranitev dolžniške zavore. Za stranko ima odplačilo državnega dolga prednost pred naložbami. Zlasti zavrača naložbe v dekarbonizacijo gospodarstva.   AfD želi še naprej razvijati digitalne tehnologije na nacionalni ravni, predlaga tako na primer nacionalno financiranje raziskav umetne inteligence. V volilnem programu stranke za zvezne volitve leta 2021 ni najti konceptov za ekonomske politike, ki bi spodbujale v prihodnost usmerjenih podnebnih tehnologij.  Za poslovni svet ije AfD na slabe,m glasu zaradi negativnega vpliva na priseljevanje tujih usposobljenih delavcev v Nemčijo 
Davčno zakonodajo bi bilo treba oblikovati po vzoru Kirchhofovega modela, davke – zlasti za visoke dohodke – pa bi bilo treba znižati. Model predvideva najvišjo davčno stopnjo 25 namesto trenutnih 45 odstotkov. To bi znatno zmanjšalo davčne prihodke za državo.  AfD želi odpraviti davek na dediščino in pregledati davek na obrt.  Zavrača obdavčevanje velikega premoženja. Želi odpraviti solidarnostni dodatek, ki še vedno obstaja za osebe z visokim dohodkom. 
Analiza volilnega programa za zvezne volitve leta 2025, ki jo je opravil Center za evropske ekonomske raziskave v Mannheimu, je pokazala, da bi imela družina z dvema otrokoma in nizkim dohodkom zaradi reformnih predlogov AfD na voljo 440 evrov manj na leto. Družina z bruto letnim dohodkom 180.000 evrov pa bi  se po načrtih stranke odrezala bolje, in sicer za 19.190 evrov.  
Alice Weidel je izjavila, da bi pozdravila sodelovanje "uspešnih podjetnikov", kot so Elon Musk, Peter Thiel ali Theo Müller, v vladi z "njihovim strokovnim znanjem". 

### Zunanja in obrambna politika
V primerjavi z evropsko politiko ostaja razdrobljeni zunanjepolitični program AfD v ozadju.. Sprejetih je bilo več sklepov in resolucij, med drugim glede državljanske vojne v Siriji. Stranka AfD zavrača gospodarske sankcije proti Rusiji, podpira pa sankcije proti odgovornim za rusko agresijo proti Ukrajini in jo podpirajo. 
V svojem konceptu obrambne politike iz leta 2019 je parlamentarna skupina AfD pozvala k "obnovi Bundeswehra "z ponovno uvedbo nabora, notranjih operacij in varovanja meja, s poudarkom na nacionalni in zavezniški obrambi. Poleg tega naj bi se ustvaril nemški generalštab, lastna vojaška jurisdikcija in novo razumevanje tradicije. 

### Okoljska in podnebna politika
Stališča stranke AfD temeljijo na temeljnem zanikanju podnebnih sprememb,   kar je v programu stranke zapisano že od leta 2016.  Program AfD za zvezne volitve leta 2013 ni vseboval nobenih izjav o globalnem segrevanju. V svojem programu za evropske volitve leta 2014 so znanstvene raziskave o podnebnih spremembah opisane kot "nagnjene k negotovosti".  Takrat AfD še ni povsem zavrnila zmanjševanja emisij CO2 in mednarodnih podnebnih sporazumov (citat iz volilnega programa za Evropski parlament leta 2014: "Da bi upoštevali previdnostno načelo, se je mogoče v okviru mednarodnih sporazumov dogovoriti o postopnem zmanjševanju emisij CO2.").  Politična platforma AfD iz leta 2016 v osnovi zavrača politiko varstva podnebja.  To temelji na hipotetičnih podnebnih modelih, ki temeljijo na računalniških simulacijah IPCC;  Vendar pa od konca devetdesetih let prejšnjega stoletja ni bilo povišanja temperature (domnevni "premor v globalnem segrevanju"), kar je bila predpostavka, ki so jo ovrgli novi temperaturni zapisi od leta 2014. Po mnenju AfD ogljikov dioksid "ni onesnaževalo, temveč nepogrešljiv del življenja". Zakon o obnovljivih virih energije, Zakon o obnovljivih virih toplote in Uredba o varčevanju z energijo bodo ukinjeni brez nadomestitve, obratovalna doba nemških jedrskih elektrarn pa bo podaljšana.  V Evropskem parlamentu je AfD zavrnila vse predloge za varstvo podnebja od Pariškega sporazuma decembra 2015 (od februarja 2019).  Septembra 2019 je Alexander Gauland kritiko politike zvezne vlade za varstvo podnebja označil za tretje osrednje vprašanje AfD, poleg evra in priseljevanja. V svojem programu za evropske volitve leta 2019 je stranka zapisala, da se "v vseh podnebnih pasovih Zemlje" podnebje spreminja "v skladu z naravnimi zakoni, odkar je Zemlja nastala". "Konstantno podnebje v daljših časovnih obdobjih" ne obstaja, obstajajo pa "dobri razlogi za dvom, da so ljudje pomembno vplivali na nedavne podnebne spremembe ali jih celo nadzorovali, zlasti trenutno segrevanje."
Energetsko politiko stranke AfD, ki jo je razvil "Zvezni odbor za energetsko politiko", so sooblikovali člani lobistične organizacije "Evropski inštitut za podnebje in energijo", ki zanika, da je vzrok za globalno segrevanje človek. 
AfD vidi energetski prehod kot grožnjo energetski varnosti Nemčije in opozarja, da bi lahko privedel do izpadov električne energije. Zato stranka zagovarja nadaljnjo uporabo premoga in jedrske energije.  Postopno opuščanje jedrske energije bi bilo treba obrniti in izvajati raziskave na področju jedrske energije /jedrskih reaktorjev. Poleg tega je lignit kot edini domači vir energije , ki lahko zagotavlja osnovno obremenitev, osrednjega pomena za energetsko varnost in neodvisnost Nemčije.  AfD zato zavrača postopno opuščanje premoga. Prav tako zagovarja raziskave hidravličnega lomljenja in zavrača davek na CO2.  V takojšnjem programu, predstavljenem v začetku septembra 2023, AfD, če prevzame vlado, obljublja "takojšnjo popravilo in zagon "uničenih plinovodov Nord Stream 1 in 2, ki sta ruski plin prevažala v Nemčijo, in poziva tudi k razveljavitvi "popolnoma nepotrebne prepovedi motorjev z notranjim zgorevanjem". 
Leta 2019 je AfD pozvala k boju proti "invazivnim vrstam", ker predstavljajo grožnjo avtohtonim rastlinam in živalim. Populacijo volkov v Nemčiji bi bilo treba "razumno regulirati". 
V svojem volilnem programu za zvezne volitve leta 2021 je stranka zapisala, da bo "cilj zvezne vlade, da učinkovito zmanjša emisije CO2 na nič", vodil do "radikalnega prestrukturiranja industrije in družbe ('Velika preobrazba'/'‚The Great Reset')". Drugje je bilo navedeno, da "niso odpoved, nazadovanje in socializem " tisti, ki so "desetletja zmanjševali onesnaževanje okolja ". 

### Družinska in spolna politika
AfD zastopa konzervativna in antifeministična stališča glede politike enakosti spolov ter zavrača politiko enakih možnosti in vključevanje načela enakosti spolov . Pri tem se med drugim opira na krščanske fundamentalistične in nacionalistične ideje. AfD meni, da so demografska vprašanja pomembna. Zavzema se za tradicionalno družino, katere osnova sta moški in ženska, in nasprotuje tako ženskim kvotam kot domnevni odpravi spolnih identitet. AfD priteguje pozornost s kampanjami, kot je "Ustavite spolno norost", zlasti na družbenih omrežjih. Leta 2016 so poslanske skupine stranke v deželnem parlamentu v Magdeburški deklaraciji nasprotovale spolni vzgoji v vrtcih in osnovnih šolah, še posebej pa izobraževanju o spolni raznolikosti.  Deli gibanja za življenje tukaj najdejo stične točke in vplivajo na stranko, zlasti v južnonemških deželnih združenjih. V južni Nemčiji je AfD vključena tudi v gibanja proti enakosti spolov, kot je "Demo za vse". 
V svojem programu AfD na več mestih poziva k odpravi spola, v resoluciji iz leta 2016 pa izrecno k odpravi jezika, ki opredeljuje spolno pravičnost, in "vrnitvi k generičnemu moškemu rodu ter odpovedi vsem spolno ideološkim izrazom (umetne oblike gerundija, odvečne dvojne oblike moškega in ženskega spola itd.)"  .
AfD uporablja homonacionalistične narative, saj trdi, da migranti in muslimani ogrožajo pravice LGBT, hkrati pa nasprotuje pravicam LGBT znotraj same Nemčije.  

### Politika na področju dela
Po mnenju AfD bi morala biti politika na področju dela ena od nacionalnih nalog držav članic EU. Od leta 2016 se zavzema za obstanek minimalne plače, vendar ne navede konkretnega zneska.  Hkrati je zavrnila nadaljnje zvišanje minimalne plače. Člani izvršnega odbora stranke, kot je bil nekdanji član Jörg Meuthen, so še naprej kritizirali minimalno plačo in namesto tega predlagali zvišanje državnih plač in s tem navzkrižno subvencioniranje nizkih plač s strani davkoplačevalcev.  Pred evropskimi volitvami leta 2014 je AfD zavrnila vsedržavno minimalno plačo, ki da ne more zagotoviti pričakovane ravni varnosti in ki da ogroža delovna mesta. 
Kljub pomanjkanju usposobljenih delavcev v Nemčiji stranka poziva k strogi omejitvi splošnega priseljevanja. Zaposlovanje usposobljenih delavcev bi moralo prihajati predvsem iz kulturno podobnih sosednjih evropskih držav. Begunci bi se morali pripraviti na vrnitev v svoje matične države namesto da se jim omogča dostop na nemški trg dela. Poleg tega se npr. volilni program stranke AfD Hessen zanaša na ekonomske spodbude za povečanje rodnosti. Njih učinek pa bo čutiti čez približno 20 let. 
Glede odškodnine za hudo invalidne osebe stranka nasprotuje zakonsko določenim dajatvam in zagovarja plačila delodajalcu.  Poslanska skupina AfD se je v Bundestagu vzdržala glasovanja o trenutni uredbi. 

### Socialna politika
Po zamislih AfD bi morala biti socialna politika ena od nacionalnih nalog držav članic EU. Na socialnem kongresu tranke leta 2020 se je sprejel socialni program; obstajalo je skupno sedem različnih konceptov. 
Od vseh strank, zastopanih v Bundestagu, je AfD na prvem mestu, kar se tiče zmanjšanja socialnih prejemkov.     Na primer, državljansko nadomestilo naj bi bilo omejeno na šest mesecev, dolgotrajno brezposelni pa naj bi bile prisiljeni opravljati "delo v korist skupnosti". Stranka je tudi proti močnejši zaščiti najemnikov.  
Tako je pokojninski koncept stranke AfD Björna Höckeja v Turingiji je sprva predvideval ohranitev zgornje meje za odmero prispevkov. Glede na dokument s ključnimi točkami o varnosti v starosti namerava AfD odpraviti fiksno upokojitveno starost in namesto tega podeljevati pokojnine šele po 45 letih plačevanja prispevkov. Koncept, ki ga je zagovarjal takratni vodja stranke Jörg Meuthen, je predvideval odpravo zakonsko določene pokojnine, ki naj bi jo nadomestila davčno financirana osnovna pokojnina tik nad eksistenčnim minimumom. Glavni predlog o pokojninski politiki, ki je bil sprejet na strankarski konferenci leta 2020, med drugim predvideva fleksibilno upokojitev in boljše pogoje za ljudi z nizkimi dohodki. Poleg tega bi morale imeti družine z otroki večjo prednost, samozaposlene in politike pa bi morali vključiti v sistem obveznega pokojninskega zavarovanja.  Financiranje bi moralo biti zagotovljeno z davčnimi prihodki. Cilj ostaja premagovanje demografskih izzivov brez priseljevanja z višjo stopnjo rodnosti.  Poleg tega bi bilo treba močneje spodbujati zasebno pokojninsko zavarovanje. Trenutne modele zasebnega pokojninskega zavarovanja (pokojnine Rürup in Riester) bodo nadomestili bolj prilagodljivi in manj birokratski modeli.  Modele, ki jih je predlagal vodja stranke Jörg Meuthen, kot so državljanski dodatek, negativna dohodnina in drugi modeli temeljnega dohodka, je strankarska konferenca zavrnila. 
Ko gre za vključevanje otrok z motnjami v delovanje v redne šole, se je stranka v preteklosti zavzemala za vrnitev k ločenemu šolanju v posebnih šolah. Björn Höcke, vodja poslanske skupine AfD Turingija, je pozval k ukinitvi vključujočega izobraževanja, ki ga opisuje kot "ideološki projekt", in v tej točki zastopa tudi vsedržavni program stranke. 

### Politika gkede migracije in azila
V svojem prvem volilnem programu, sprejetem na ustanovni strankini konferenci leta 2013, je AfD pozvala tako k bolj radodarni azilni politiki kot k strožji imigracijski politiki. V naslednjih letih je zahteva po omejitvi priseljevanja postala osrednje vprašanje stranke. Zvezni izvršni odbor je v odgovor na strmo povečanje števila beguncev v začetku septembra 2015 predstavil strateški dokument o migracijski in azilni politiki. V njem stranka poziva k ponovni uvedbi kontrol na nemških mejah, 48-urnemu postopku za pridobitev azila v bližini meje in odpravi tako imenovane "žepnine"za prosilce za azil. Poleg tega ljudje iz držav, ki so razvrščene kot varne države izvora, ne bodo več mogli zaprositi za azil. 
Novembra 2015 je zvezna strankarska konferenca sprejela resolucijo, v kateri je stranka pozvala k podreditvi azilnega prava varnosti države in njenega prebivalstva, pa tudi k zgornjim mejam za sprejem beguncev in odpravi združitve družin . 
Leta 2016 so bila stališča na področju priseljevanja in zunanje politike opisana kot ambivalentna mešanica konzervativnih in neoliberalnih stališč: po eni strani se poudarja pomen svobode ustanavljanja, pa tudi svobode gibanja delavcev v Evropi; potrjeno je bilo "kvalificirano" in " integrativno " priseljevanje po kanadskem modelu . Po drugi strani pa  so stališča povezana z " rasističnimi diskurzi". AfD zahteva "jasna merila" za priseljevanje; zavrača "priseljevanje v nemške socialne sisteme". Samo kdor plačuje prispevke za socialno varnost, lahko prejema tudi nadomestila za brezposelnost in otroške dodatke.  Vendar pa bi prosilci za azil morali imeti pravico do dela v Nemčiji.
Glede na analizo organizacije Human Rights Watch iz septembra 2017 volilni program stranke AfD poziva k strožji spremembi ustave o migracijski politiki in želi videti revizijo Ženevske konvencije o statusu beguncev, da bi jo prilagodili "grožnji, ki jo Evropi predstavljajo eksplozije prebivalstva in migracijski tokovi". 
Predstavniki stranke AfD so izrazili tudi nekaj bolj ekstremnih stališč glede migracijske politike: Björn Höcke je v knjigi "Nikoli dvakrat v isto reko" leta 2018 pozval k čiščenju Nemčije od "kulturno tujih" ljudi. Za to je potreben obsežen projekt ponovne migracije. To bi verjetno lahko dosegli le s silo. Verjetno se ne bi mogli izogniti politiki "dobro umerjene krutosti".  Leta 2024 je poslanec Bundestaga René Springer po srečanju desničarskih skrajnežev na Platformi X komentiral vprašanje ponovne migracije: "Tujce bomo repatriirali v domovino. Milijone. To ni kak tajni načrt. To je obljuba." Ta načrt so potrdili tudi Stephan Protschka (poslanec), Gerrit Huy (poslanec), Roger Beckamp (poslanec), Matthias Helferich (poslanec) in Hans-Christoph Berndt (poslanec brandenburškega deželnega parlamenta, vodja poslanske skupine).    

Obseg projekta remigracije, o katerem se razpravlja, je med 16 in 25 milijoni prizadetih ljudi. Höcke je decembra 2023 za mizo rednih gostov izjavil: "Z 20, 30 odstotki manj ljudi v Nemčiji bomo lahko živeli brez težav."  Maksimilijan Krah pojasnjuje:

„To bo v Nemčiji več kot 25 milijonov ljudi, od tega precej več kot 15 milijonov nemških državljanov. […] Ponovna migracija tistih, ki se ne želijo in ne morejo vključiti, lahko v velikem številu uspe le, če bodo sodelovali. Da bi to dosegli, je treba uvesti prave spodbude.“[82]

### Stališča glede islama
Politična platforma stranke AfaD, sprejeta leta 2016, pravi: " Islam ne spada v Nemčijo." Stranka se zavzema zlasti za prepoved minaretov, poziva k molitvi in v celoti zakritih obrazov. V nasprotju s francoskim zakonom iz leta 2010, ki se nanaša na vidne znake vseh religij, si AfD želi, da v javni službi ne bi bilo dovoljeno imeti pokrito glavo, prav tako pa tudi, da v javnosti se ne bi smelo nositi burke ali nikabe. AfD je po lastni izjavi zavezana verski svobodi, vendar je treba to svobodo izvajati v skladu z zakonom in človekovimi pravicami. Muslimani, ki spoštujejo zakone in so integrirani, bi morali veljati za sprejete člane družbe. Protiustavnim združenjem bi bilo treba prepovedati gradnjo in rabo mošej, prav tako pa tudi financiranje s strani tujih islamskih držav ali zasebnih donatorjev. Imami v Nemčiji morajo imeti univerzitetno izobraževanje v nemščini.  Leta 2018 je poslanska skupina AfD v Bundestagu predlagala, da zvezna vlada sprejme "ustrezne ukrepe" proti domnevno nezakoniti vsebini v Koranu, ne da bi navedla, katera vsebina je bila mišljena ali kaj bi bilo treba storiti. O predlogu je bilo glasovano 11. Oktobra 2018 so vse ostale parlamentarne skupine predlog soglasno zavrnile.  

### Neposredna demokracija
Po mnenju Alexandra Häuslerja in Rainerja Roeserja (2016) je zahteva po "neposredni demokraciji " osrednjega pomena za volilni program AfD. AfD se sklicuje na ljudski pobudi desničarske populistične stranke SVP " Proti gradnji minaretov " in " Proti množičnemu priseljevanju ". Tako se "očitno približuje desničarskim populističnim zahtevam". Strankarski program delegitimizira izvoljeno elito Zvezne republike s trditvijo, da suveren v Nemčiji ni ljudstvo, temveč "na skrivaj […] majhna, močna politična vodstvena skupina znotraj strank", " kartel ", ki je odgovoren za negativne dogodke zadnjih let in ima daljnosežen monopol nad informacijami. To nezakonito stanje je treba končati. Amerikanist Michael Butter meni, da je ta izjava blizu teoriji zarote, saj naj bi vse stranke na skrivaj sodelovale, medtem ko le AfD zastopa "prave interese ljudstva". 

### Avtoritarni družbeni model
Po mnenju sociologa Wilhelma Heitmeyerja je AfD "proti odprti družbi in liberalni demokraciji". Na podlagi mizantropije, povezane s skupino, sta na primer diskriminacija in nasilje nad priseljenci predstavljena kot samoobramba. Tog nadzor se išče kot odgovor na osebno ali ekonomsko izgubo nadzora, kot je na primer "besni globalizirani finančni kapitalizem ". Ta "avtoritarni nacionalni radikalizem"  cilja na družbene in politične institucije, kot so parlamenti, sodišča, policija, šole, klubi ali gledališča. "Želi destabilizirati, ustvariti pritisk strahu in sprožiti sistemske spremembe ." 
Izjave v knjigi Björna Höckeja "Nikoli dvakrat v isto reko" je časopis SZ  navedel kot primere za "prezir do demokracije". V njej avtor, skupaj s so-avtorjem razvija idejo, da je nemška demokracija v svoji "zadnji fazi degeneracije ", v ohlokraciji, ki jo lahko v smislu modela faz Niccolòja Machiavellija premaga le avtokrat. Ta posrednik naroda se mora znebiti svoje "zakrnele moške samozavesti" in se naučiti gojiti vrline obrambnosti, modrosti, neizprosnosti in ostrosti do sebe in še posebej do drugih.  V procesu "krvoprelitja" naj bi se politični nasprotniki izgnali iz Nemčije.  Höcke oriše strategijo za "ponovno osvojitev" Nemčije iz rok "tujih ljudstev", pri čemer citira Hegla z izjavo "Gangrenoznih udov ni mogoče pozdraviti z žegnano vodo. Življenje, ki je na robu propada, je mogoče preurediti edinole z najbolj nasilnimi sredstvi". Pri tem se Höcke sklicuje na "politiko 'dobrovoljne krutosti' Petra Sloterdijka ter poziva k "obsežnemu projektu remigracije".  Hajo Funke je na podlagi analize teh izjav zaključil: "če Höckeja sodimo po njegovem jeziku, se ne ukvarja le z etničnim, temveč tudi s političnim 'čiščenjem' in uporabo državnega nasilja proti poljubno opredeljenim sovražnikom." 

### Sklicevanje na mirno revolucijo v NDR
Na deželnih volitvah v Saški, Brandenburgu in Turingiji leta 2019 se je AfD večkrat sklicevala na mirno revolucijo v NDR leta 1989. Höcke je na primer na sestanku krila trdil, da se spet počuti "tako kot takrat v NDR ". S temi izjavami in s slogani, kot sta "Dokončajte spremembe" ali "NDR 2.0", je AfD enačila politični sistem Zvezne republike z državo SED in pozivala k odporu proti političnim predstavnikom, ki naj ne bi uresničevali volje ljudstva, domnevno zastopanega na ulicah. To so v odprtem pismu ostro kritizirali nekdanji aktivisti za državljanske pravice NDR, ki so izjave označili za "zgodovinsko laž". Leta 2019 je zgodovinar Ilko-Sascha Kowalczuk obtožil AfD, da s takimi slogani ne le trivializira diktaturo NDR, temveč da si prizadeva tudi za "uničenje [...] tistega, za kar sta se zavzemala revolucija leta 1989 in aktivisti za državljanske pravice iz leta 1989 : vzpostavitev odprte družbe." 
Po podatkih Correctiva trenutno v strankarskih vrstah ali med kandidati za funkcijo vsaj 34 nekdanjih redno zaposlenih na Ministrstvu za državno varnost (MfS, neformalno znano kot "Stasi") (stanje avgusta 2024). 

## Stiki s skrajno desnico
Politična ponudba AfD z njenimi "restriktivnimi stališči glede imigracijske politike, konzervativno socialno politiko" in stališčem proti političnemu establišmentu ustreza kot "radikalni nadomestek za dezorientirano politično središče" in med drugim daje podporo "zameri, sovraštvu do elite in odtujenosti od sistema" .  Zaradi tega so nekatere manjše desničarske stranke utrpele znatne izgube članstva v korist AfD. 
V odgovor na ta razvoj dogodkov je takratni zvezni tiskovni predstavnik Bernd Lucke jeseni 2013 v pismu deželnim združenjem priporočil, da se po vsej državi prepove vstop nekdanjim članom desničarskih odcepljenih strank. Članstvo v stranki AfD je nezdružljivo s ksenofobnimi, rasističnimi, antisemitskimi, islamofobnimi, desničarskimi in levičarskimi ekstremističnimi stališči.  Frauke Petry, takratna predsednica saškega regionalnega združenja in članica zveznega izvršnega odbora, pa tudi druga vzhodnonemška regionalna združenja so Luckejevi iniciativi nasprotovala in napovedala, da bodo še naprej preverjala prošnje za članstvo prebežnikov iz Svobodnjaške stranke. 
Seznam nezdružljivosti
Obstaja seznam nezdružljivosti, ki med drugim navaja različne desničarske skrajne skupine, katerih članov ne bi smeli sprejeti v stranko. Vendar se seznam ne upošteva  dosledno,  tako ni obvezen kot pogoj pri zaposlovanju parlamentarnega osebja. 
Od 91 poslancev AfD v v 19. Bundestagu  je 13 vzdrževalo stike z desničarskimi skrajnimi strankami ali združenji, kot je Identitaristično gibanje. Glede na raziskavo Die Zeita ima vsaj 27 članov poslanskih skupin in parlamentarnih uslužbencev "jasno desničarsko radikalno do desničarsko ekstremistično ozadje". Časopis govori o "nacistični mreži v nemškem Bundestagu". 
Poslanec AfD v Bundestagu Jan Nolte v svoji pisarni zaposluje častnika Bundeswehra, ki je bil osumljen načrtovati desničarski teroristični napad skupaj z nekdanjim nadporočnikom Francom A. Čeprav sta ga vojaška protiobveščevalna služba in zvezni urad za zaščito ustave uvrstila med desničarske skrajneže, je dobil dovolilnico za Bundestag in s tem dostop do informacij in spisov v zvezi z njegovim primerom. 
V deželnem združenju AfD v Mecklenburgu-Predpomorjanskem je bil Haik Jaeger, član desničarske ekstremistične prepperske skupine Nordkreuz, izvoljen za namestnika predsednika deželnega odbora za notranjo varnost, pravosodje in varstvo podatkov. Suspendirani policist je pod preiskavo zaradi suma "priprave hudega nasilnega dejanja, ki ogroža državo".  Pravijo, da je za Nordkreuz uporabil svoj službeni računalnik, da pride do podatkov o ljudeh, ki so na smrtnem seznamu desničarske ekstremistične mreže.
Mnogi poslanci in uslužbenci stranke AfD pripadajo desničarskim bratovščinam, tako Burschenschaft (DB), krovni organizaciji avstrijskih in nemških študentskih združenj, ki združuje narodnonacionalistične skupine. 
Na zvezni strankarski konferenci v Riesi junija 2022 je približno 60 odstotkov delegatov glasovalo za to, da se združenje Zentrum, ki se opisuje kot sindikat, črta s seznama nezdružljivih. Za to se je med drugimi kandidati zavzemal tudi Björn Höcke . 
Po mnenju politologa Steffena Kailitza pa ta seznam nezdružljivosti ne predstavlja kazalnika kakovosti, saj so takšni seznami "smiselni le, če že živite v sivem območju". Takšne meje bi bile seveda "popolnoma nesmiselne" za jasno demokratične stranke, kot sta SPD ali Unija. 

### Die Freiheit
Po ocenah predsednika stranke Die Freiheit, Renéja Stadtkewitza, se je do septembra 2013 AfD pridružilo približno 500 članov njegove stranke. Nekateri od teh članov so prevzeli vodstvene položaje v stranki AfD.  Po zveznih volitvah leta 2013 se je mala stranka odločila, da ne bo sodelovala na nadaljnjih volitvah v korist AfD.  Stadtkewitz in Matthias Wohlfarth, tiskovni predstavnik turingške stranke AfD, sta oba izjavila, da se programa obeh strank v mnogih točkah ujemata.  Nekdanji bavarski deželni predsednik stranke Die Freiheit, Christian Jung, je za poslansko skupino AfD v Bundestagu odgovoren za medijski portal Metropolico / JouWatch, povezan z AfD, in raziskuje "sinergijske učinke in možnosti sodelovanja" z izbranimi medijskimi hišami. 

### Identitarno gibanje
Čeprav je AfD leta 2016 sprejela resolucijo o nezdružljivosti z rasističnim identitarnim gibanjem, po raziskavi Die Zeita poslanci Bundestaga iz stranke AfD v svojih parlamentarnih pisarnah zaposlujejo njegove podpornike, na primer nekdanjega deželnega predsednika Mlade alternative v Brandenburgu Jean-Pascala Hohma in zveznega predsednika identitetarcev Daniela Fißa. Zvezni tiskovni predstavnik AfD, Gauland, je tudi večkrat zaposloval podpornike neonacističnih skupin. 
Takratni državni tiskovni predstavnik stranke AfD v Mecklenburgu-Predpomorjanskem, Holger Arppe, se je zavzemal za sodelovanje z identitetarci. Petr Bystron, vodja bavarske stranke AfD do leta 2017, je identitetarce označil za "krilno organizacijo AfD" in želel AfD videti kot "zaščitni ščit" za identitetarce in Pegido, tako da ga je bavarski urad za varstvo ustave opazoval, Spremljanje so končali, ko je Bystronova izvolitev v nemški Bundestag povzročila večje pravne ovire. 
Na zvezni ravni stranke AfD desničarska nacionalistična Domoljubna platforma poziva k "tesnejšemu sodelovanju med Identitaristično gibanjem in stranko AfD, ker je tudi AfD identitetaristično gibanje in je tudi alternativa za Nemčijo". Tudi mladinska organizacija stranke AfD, Junge Alternative, ima številne povezave z identitetarji. Vodja JA Markus Frohnmaier je na primer odkrito izrazil podporo tiskovnemu predstavniku identitetarcev in vodji avstrijskih identitetarcev Martinu Sellnerju . 

### NPD/Domovina
Poslanci stranke AfD v bavarskem deželnem parlamentu so zaposlovali osebje, povezano z desničarsko skrajno in delno neonacistično majhno stranko Die Heimat, takrat znano kot NPD. 
V času pred deželnimi volitvami leta 2016 v Mecklenburgu-Predpomorjanski vodilni kandidat AfD Leif-Erik Holm ni izključil glasovanja za predloge, ki jih je v deželnem parlamentu predstavila takratna poslanska skupina NPD. V intervjuju za časopis Mannheimer Morgen je nekdanji vodja stranke Jörg Meuthen nasprotoval tudi tako imenovani Schwerinski poti, ki predlaga zavrnitev vseh vlog desničarskih skrajnežev. S tem je "odpravil prejšnjo uradno linijo zvezne stranke v obliki stroge razmejitve od NPD". 
Po podatkih takratnega zveznega izvršnega odbora stranke AfD je bilo dokazano, da je Björn Höcke, vodilna osebnost narodnonacionalističnega krila in predsednik parlamentarne skupine AfD v turingijskem deželnem parlamentu, "pisal članke pod imenom ' Landolf Ladig ' v takratnih publikacijah NPD Volk in Bewegung in Eichsfeld-Stimme ", v katerih ni le hvalil desničarskih skrajnih idej NPD, temveč je tudi poveličeval nacistični režim.  Kaže "pretirano bližino nacionalsocializmu".  Februarja 2017 je zvezni izvršni odbor vložil predlog za izključitev Höckeja iz stranke. Deželno arbitražno sodišče stranke AfD v Turingiji je to zahtevo maja 2018 zavrnilo, saj Höcke ni kršil statuta ali načel stranke. Junija 2018 se je novoimenovani Zvezni izvršni odbor soglasno odpovedal pravici do pritožbe. 
V svoji retoriki in strategiji AfD vse bolj kaže vzporednice z NPD/Die Heimat. Izraze in teme NPD je mogoče najti tudi v govorih politikov AfD, vendar z bolj subtilnimi antisemitskimi aluzijami. Medtem ko se je NPD v preteklosti strateško bolj zanašala na provokacije, se AfD zdaj vse bolj ekstremno pojavlja tudi v parlamentih in na ulicah. Vzporednice med strankama so vidne tudi v njuni samopodobi kot "skrbne stranke" z otroškimi festivali in podporo lokalnim pobudam.  
Po lokalnih volitvah v Brandenburgu so predstavniki stranke AfD v Lauchhammerju sredi leta 2024 ustanovili skupne parlamentarne skupine z Die Heimat v okrožnem svetu Oberspreewald-Lausitz in mestnem svetu.  Posledično so bili trije vpleteni člani AfD izključeni iz stranke. 

### Pegida
Odločitev Zveznega izvršnega odbora iz maja 2016, s katero je bilo zavrnjeno sodelovanje s Pegido,  je Zvezno arbitražno sodišče v začetku avgusta 2016 na zahtevo Domoljubne platforme delno razveljavilo. Splošna prepoved nastopov v Pegidi bi pomenila nedopustno kršitev pravic članov. Zvezni urad za varstvo ustave še ni spremljal Pegide – kar pa ne drži, vsaj na Bavarskem in v Turingiji. Tudi stališče, ki ga je Pegida sprejela decembra 2014, kaže precejšnjo stopnjo strinjanja z osnovnim programom AfD. Vendar pa je prepoved nastopov predstavnikov Pegide na dogodkih AfD dovoljena. 
Po Felixu Korschu (2016) se je odnos s Pegido razvijal v štirih fazah "privlačnosti in zavrnitve". Glede na anketo iz decembra 2014 so podporniki AfD razumeli demonstracije Pegide, vendar do takrat ni bilo "dejanskega sodelovanja". Dresdenska stranka AfD podpira shode Pegide od novembra 2014, etnično-nacionalistična " Domoljubna platforma " pod vodstvom takratnega saškega člana upravnega odbora AfD Hansa-Thomasa Tillschneiderja pa prav tako podpira Pegido od samega začetka. Medtem ko sta Lucke in Henkel v zveznem izvršnem odboru zavzela distancirano stališče, so se Gauland in več njegovih parlamentarnih kolegov decembra 2014 udeležili shoda Pegide in njene podpornike opisali kot "naravne zaveznike" AfD. Frauke Petry se je v deželnem parlamentu Saške sestala z vodstvom Pegide in našla skupni jezik. V drugih regionalnih združenjih je odnos ostal ambivalenten: Hessijska AfD je kritizirala sodelovanje na "Fragidi", ker je to frankfurtsko vejo Pegide soorganizirala NPD, ne pa tudi sodelovanja na "Kagidi"v Kasselu, ki jo je vodil član AfD. Navsezadnje je bilo zabeleženih več "zadržanih pritrdilnih izjav". 
Julija 2015 je takratni predsednik dežele Severni Rajh-Vestfalija Marcus Pretzell v svojem pozdravnem govoru na strankarski konferenci v Essnu stranko AfD označil za "stranko Pegida". Leta 2016 je Häusler AfD videl kot "strankarsko-politično sidro"za "pobude, usmerjene proti priseljencem in beguncem", kot je Pegida; zahteve, izražene na demonstracijah v Dresdnu, "so bile v mnogih pogledih skladne s stališči AfD". Od vseh strank je AfD najbližje Pegidi. 

### Pro Nemčija
11. Novembra 2017 se je desničarsko skrajno državljansko gibanje pro Deutschland odločilo za samorazpustitev in pozvalo člane in njihove lokalne izvoljene predstavnike, naj se pridružijo AfD. Želijo okrepiti stranko AfD in v prihodnje še naprej zasledovati lastne cilje znotraj stranke. Tiskovni predstavnik poslanske skupine AfD Christian Lüth je izjavil, da je stranka Pro Deutschland na seznamu nezdružljivih članov njegove stranke in da njenih članov ni mogoče vključiti. 

### Srečanje s predstavniki desničarskih ekstremističnih in identitetnih gibanj
Politiki stranke AfD – vključno z Rolandom Hartwigom, osebnim svetovalcem Alice Weidel, Gerritom Huyem, poslancem Bundestaga, Ulrichom Siegmundom, vodjo poslanske skupine AfD v zvezni deželi Saška-Anhalt, in Timom Krausejem, tiskovnim predstavnikom poslanske skupine AfD v deželnem parlamentu Brandenburga – so se skupaj z Ulrichom Vosgeraujem, člani združenja Werteunion  in predstavniki drugih desničarskih skrajnežev in identitetnih skupin udeležili zarotniškega sestanka v bližini Potsdama . Po podatkih Mitteldeutscher Rundfunk je bil prisoten tudi Mario Müller, obsojeni neonacist in uslužbenec poslanca Bundestaga Jana Wenzla Schmidta iz stranke AfD.  Sestanek, ki je potekal 25. novembra 2023, se je osredotočil na "glavni načrt" za izgon milijonov ljudi z migrantskim ozadjem, ki ga je predstavil znani avstrijski desničarski skrajnež Martin Sellner .  Čeprav se AfD uradno distancira od Sellnerja in njegove identitetne skupine, člani AfD že dolgo ohranjajo stike s to sceno, ki jo Zvezni urad za varstvo ustave uvršča med desničarsko ekstremistično.
Po poročanju raziskovalne mreže Correctiv je Sellner prisotnim predstavil svoj osrednji načrt "Remigracija ". V skladu s tem bi morali Nemčijo zapustiti "prosilci za azil, tujci s pravico do bivanja in neasimilirani državljani". Poleg tega naj bi Sellner želel uvesti "zakone po meri", ki bi na te ljudi izvajal "močan pritisk k prilagajanju" , in v tem kontekstu predlagati svoje načrte za preselitev v Severno Afriko, na območje za do dva milijona ljudi, kjer bi lahko deportirani nato živeli.  Po poročanju organizacije Correctiv se je Ulrich Siegmund zavzemal za "nenehen pritisk" na posameznike ali podjetja, ki so bila dojeta kot tuja. 
Marine Le Pen, vodja stranke Rassemblement National, je dejala, da se ne strinja s predlogi, o katerih so razpravljali na srečanju. Glede skupne parlamentarne skupine z AfD v Evropskem parlamentu je treba preučiti, "ali bo to imelo posledice".  Maja 2024 je končno prišlo do dokončnega preloma s francoskim Narodnim združevanjem (Rassemblement National). Posledično so bili člani AfD (proti glasovom avstrijske FPÖ in estonske EKRE) izključeni iz skupine ID v Evropskem parlamentu. Na svoji zvezni strankarski konferenci konec junija 2024 je AfD napovedala takojšen umik iz evropske IDP . 

## Klasifikacija Zveznega urada za varstvo ustave

### Zvezna stranka
Zvezna raven
V začetku leta 2019 je BfV od svojih zaposlenih zahteval, da razkrijejo interne stike z AfD,   in stranko na kratko  javno označil za "testni primer ".   Zaradi pomanjkanja pravne podlage je upravno sodišče v Kölnu to izjavo prepovedalo.  Oznaka je imela "negativen vpliv" na javnost, kar pomeni, da je BfV nezakonito in nesorazmerno posegel v temeljne strankarske in osebne pravice AfD.  Organ se je odpovedal pravici do izpodbijanja odločitve. 
Upravno sodišče v Kölnu je 27. januarja 2021 zavrnilo predlog stranke AfD za začasno rešitev (tako imenovani sklep o začasni ustavitvi) v sporu glede uvrstitve primera med sumljive primere. To odločitev je 18. februarja 2021 potrdilo višje upravno sodišče Severnega Porenja-Vestfalije.   AfD je napovedala, da bo vložila ustavno pritožbo.    Vendar pa je upravno sodišče v Kölnu 5. marca 2021 z začasno odredbo razsodilo, da Zvezni urad za varstvo ustave (BfV) do konca skrajšanega postopka ne sme AfD uvrstiti med sumljive primere ali ga kot takega javno označiti. AfD je nato razglasila, da je bila vloga za začasno odredbo pri Zveznem ustavnem sodišču rešena. Zvezno ustavno sodišče je 12. marca 2021 zavrnilo povračilo stroškov AfD. „Ni očitno, da bi bila vloga za začasno odredbo uspešna.“ 
Bavarska
Glede na poročilo iz leta 2022 z dne 20. junija 2023 Zvezni urad za zaščito ustave približno 10.000 članov AfD uvršča med ekstremiste (oziroma 10.200, vključno s podorganizacijo "Mlada alternativa"), kar ustreza dobri tretjini oziroma 30 do 40 % članov.   Predlog stranke AfD zoper ta odlomek je bil 2. februarja 2024 zavrnjen v hitrem postopku pred upravnim sodiščem v Berlinu.  Višje upravno sodišče Berlin-Brandenburg je 26. februarja 2025 potrdilo odločitev o pritožbi.  Zvezni urad za varstvo ustave je v svojem poročilu za leto 2023 z dne 18. junija 2024 navedel, da je desničarski ekstremistični potencial stranke AfD, vključno z JA, 11.300 ljudi. 
Zvezni urad za varstvo ustave je napovedal, da ocene o tem, ali bi lahko stranko AfD uvrstili med "zagotovo desničarsko ekstremistično združenje" na nacionalni ravni, ne bo objavil vse do novih volitev v nemški Bundestag leta 2025. Do tega je prišlo 2. maja 2025, ko je zvezni urad stranko AfD kot celoto uvrstil med "potrjeno desničarsko ekstremistično prizadevanje".   BfV je kot utemeljitev navedel naslednje: "Prevladujoče etnično razumevanje ljudstva v stranki ni združljivo s temeljnim redom svobodne demokracije. Njegov cilj je izključiti določene skupine prebivalstva iz enakopravnega sodelovanja v družbi, jih podvreči protiustavni neenaki obravnavi in jim s tem dodeliti pravno razvrednoten status."  AfD je proti temu vložila tožbo in ukrepala na upravnem sodišču v Kölnu.  BfV je 8. maja 2025 v pospešenem postopku izdal tako imenovano zavezo o mirovanju : Dokler ne bo sprejeta odločitev o pospešeni vlogi, bo začasno prekinil uvrstitev med "potrjene desničarske ekstremistične podvige", do takrat AfD ne bo več javno označeval za "potrjene desničarske ekstremistične podvige"in bo s svojega spletnega mesta odstranil ustrezno sporočilo za javnost.  Na ta način se je BfV proceduralno izognil odločitvi o začasni ustavitvi ; zaveza o mirovanju ne vsebuje nobene izjave o nadaljnjih možnostih za uspeh na sodišču. 
Urad za varstvo ustave opredeljuje sumljive primere kot dejavnosti, "ki niso očitno ekstremistične, vendar obstajajo ' dejanski znaki ' za protiustavne aktivnosti."  Uporaba obveščevalnih virov je dovoljena.  Kategorija suma ne obstaja v vseh zveznih državah, na primer ne na Bavarskem, kjer se AfD obravnava kot na "predmet opazovanja". 
Poleg BfV so organi za varstvo ustave Severnega Porenja-Vestfalije , Baden-Württemberga , Schleswig-Holsteina , Mecklenburga-Predpomorjanskega , Saške , Turingije [6   in Spodnje Saške  prav tako objavili uvrstitev regionalnih deželnih združenj AfD kot "predmet opazovanja". 

### Združenja, skupine in posamezniki
Januarja 2019 je Zvezni urad za varstvo ustave mladinsko organizacijo " Mlada alternativa za Nemčijo " in notranjestrankarsko gibanje "Der Flügel" okoli turingijskega deželnega predsednika Björna Höckeja razglasil za osumljena primera ekstremističnih dejavnosti,  pa tudi na Saškem in v Berlinu.  
Marca 2020 je BfV na tiskovni konferenci izjavil, da krilo obravnava kot "dokazano desničarsko ekstremistično prizadevanje". Ocenili so, da je skupina vključevala približno 7.000 ljudi. Predsednik BfV Thomas Haldenwang je obe vodilni osebnosti , Björna Höckeja in Andreasa Kalbitza, označil za desničarska skrajneža.  BfV proti njej in Hansu-Thomasu Tillschneiderju uporablja tudi obveščevalne vire. Vendar to velja le za zunajparlamentarne dejavnosti, saj so člani državnega parlamenta še posebej zaščiteni. 
Marca 2022 je upravno sodišče v Kölnu odločilo o klasifikaciji krila. BfV lahko krilo razvrsti kot sumljiv primer. Vendar pa BfV po uradni razpustitvi krila 30. aprila 2020 ne dopušča več uvrstitve med "potrjena ekstremistična prizadevanja".  Višje upravno sodišče Severnega Porenja-Vestfalije je pritožbo maja 2024 zavrnilo. Prav tako je upravno sodišče v Kölnu marca 2022 prepovedalo BfV javno objaviti, da je bilo „članstvo tako imenovanega 'krila' do tako imenovanega 'razpustitve' 30. aprila 2020 'približno 7000 članov' oziroma da je še naprej 'približno 7000 članov'.“ 
Na Bavarskem, kjer vmesna faza suma ne obstaja, Urad za varstvo ustave spremlja tako mladinsko organizacijo kot etnično-nacionalistično organizacijo Der Flügel.  AfD je januarja 2020 vložila tožbo na upravnem sodišču v Kölnu.  Ta tožba je bila zavržena marca 2022. 
V začetku decembra 2021 so Bayerischer Rundfunk (BR) razkrili dnevnike klepetov iz zaprte skupine Telegram z imenom "Alternative News Group Bavaria", ki je vključevala tudi velik del deželne parlamentarne skupine, bavarske skupine AfD v Bundestagu in deželnega izvršnega odbora. V njem je na primer okrožni predsednik zahteval: "Brez pretresov in revolucije tukaj ne bomo več dosegli spremembe smeri." Po poročanju BR je v drugem sporočilu pisalo: "Mislim, da se iz te situacije ne bomo mogli izvleči brez državljanske vojne ."  Bavarski notranji minister Joachim Herrmann je menil, da se s tem ponovno postavlja vprašanje, ali naj Urad za varstvo ustave spremlja posamezne poslance in stranko kot celoto. 
Na Bavarskem je bil Petr Bystron, bavarski državni tiskovni predstavnik stranke, leta 2017 začasno tarča Urada za varstvo ustave.  Vendar pa je bilo po njegovi izvolitvi v Bundestag opazovanje ukinjeno.  Enako velja za opazovanje treh članov istega regionalnega združenja, ki so leta 2018 vstopili v bavarski deželni parlament, saj je Zvezno ustavno sodišče postavilo višje ovire za opazovanje poslancev.  Vendar pa je sedem drugih članov AfD še vedno pod nadzorom, od katerih trije sedijo v občinskih okrožnih svetih.  Za razliko od drugih agencij za varstvo ustave lahko bavarski Urad za varstvo ustave spremlja tudi posameznike, ki ne pripadajo skupini ljudi. 
Druge zvezne države
Na Saškem so bili po besedah takratnega notranjega ministra Markusa Ulbiga (CDU) "posamezniki"AfD leta 2017 pod nadzorom zaradi svojih dejavnosti na desničarski ekstremistični sceni, izrecno "ne zaradi članstva v stranki".  Zvezna dežela Spodnja Saška je o podobnih stvareh poročala v začetku leta 2018.  Hkrati je predsednik turingijskega urada za varstvo ustave Stephan J. Kramer opazil porast "desničarsko radikalnih izjav posameznih članov", katerih vpliv na stranko kot celoto pa še ni znan. 

## Mednarodne povezave

### Znotraj Evropske unije
AfD je od 13. septembra 2023 članica Evropske identitete in demokracije (IDP). To je bilo predhodno odločeno na kongresu stranke 28. julija 2023. 
Po evropskih volitvah leta 2014 je bila stranka AfD sprejeta v skupino Evropskih konservativcev in reformistov (ECR) v Evropskem parlamentu z 29 glasovi proti 26.  Britanski premier David Cameron je pozval poslance svoje stranke v Evropskem parlamentu, naj zavrnejo prošnjo AfD, saj bi kanclerka Merkel vključitev konkurenčne stranke označila za "sovražno"in bi negativno vplivala na odnose med Veliko Britanijo in Nemčijo.  Po poročanju Der Spiegla je Merkel poskušala preprečiti sprejem, da bi AfD preprečila nadaljnji politični status. 
V začetku leta 2016 sta se Frauke Petry in Marcus Pretzell v Düsseldorfu srečala s predsednikom stranke FPÖ Heinzom-Christianom Strachejem in generalnim sekretarjem FPÖ Haraldom Vilimskyjem na kongresu "Evropske vizije" – Vizije za Evropo”.  Bavarsko regionalno združenje AfD se je nato dogovorilo za sodelovanje s FPÖ pod imenom "Modra zveza". Posledično se je Harald Vilimsky skupaj z Alexandrom Gaulandom in Andreasom Kalbitzom pojavil na volilnem dogodku v Nauenu. 
Potem ko je poslanka Evropskega parlamenta Beatrix von Storch januarja 2016 zagovarjala uporabo strelnega orožja proti beguncem, so bili člani Evropskega parlamenta stranke AfD marca 2016 pozvani, naj do 31. marca 2016 zapustijo skupino Evropskih konservativcev in reformistov (ECR). V nasprotnem primeru bo skupina zahtevala formalno izključitev.  Beatrix von Storch je 8. aprila 2016 zapustila skupino ECR in se pridružila skupini Evropa svobode in neposredne demokracije (EFDD). Tri dni kasneje je bil Marcus Pretzell izključen iz poslanske skupine.  1. maja 2016 se je pridružil skupini Evropa narodov in svobode. Po izvolitvi Beatrix von Storch v Bundestag je Jörg Meuthen prevzel Evropski parlament in se tako kot ona pridružil EFDD.
Junija 2019 je bila ustanovljena evropska skupina nacionalističnih strank Identiteta in demokracija (ID), ki so se ji po evropskih volitvah leta 2019 pridružile še AfD, FPÖ, Lega Nord, Rassemblement National in druge. 

### Povezave z Rusko federacijo
Zlasti Alexander Gauland se je že pred letom 2015 pod Vladimirjem Putinom zavezal k vzpostavitvi vezi z Rusijo. Potoval je v St. v Sankt Peterburgu, da bi se srečal s poslanci parlamenta in z ultranacionalističnim politikom Aleksandrom Duginom ; potovanje je financirala fundacija Svetega Vasilija prokremeljskega oligarha Konstantina Malofejeva. Gauland se je zavzemal za sprejetje priključitve Krima. V volilni kampanji leta 2017 je Reconquista Germanica podpirala AfD; po mnenju politologov Uweja Backesa in Patricka Moreauja AfD od vseh nemških strank najmanj razlikuje med državo Rusijo in Putinovim režimom. 
Washington Post je 21. aprila 2023 razkril dokumente, ki razkrivajo ruske načrte, razvite med julijem in novembrom 2022, za začetek sodelovanja med AfD, Sahro Wagenknecht in levičarskimi skrajnimi silami, da bi izzvali vsedržavne proteste proti nemški vladi in njeni podpori Ukrajini ter vplivali na prihajajoče volitve v Nemčiji. 